# István Énekes

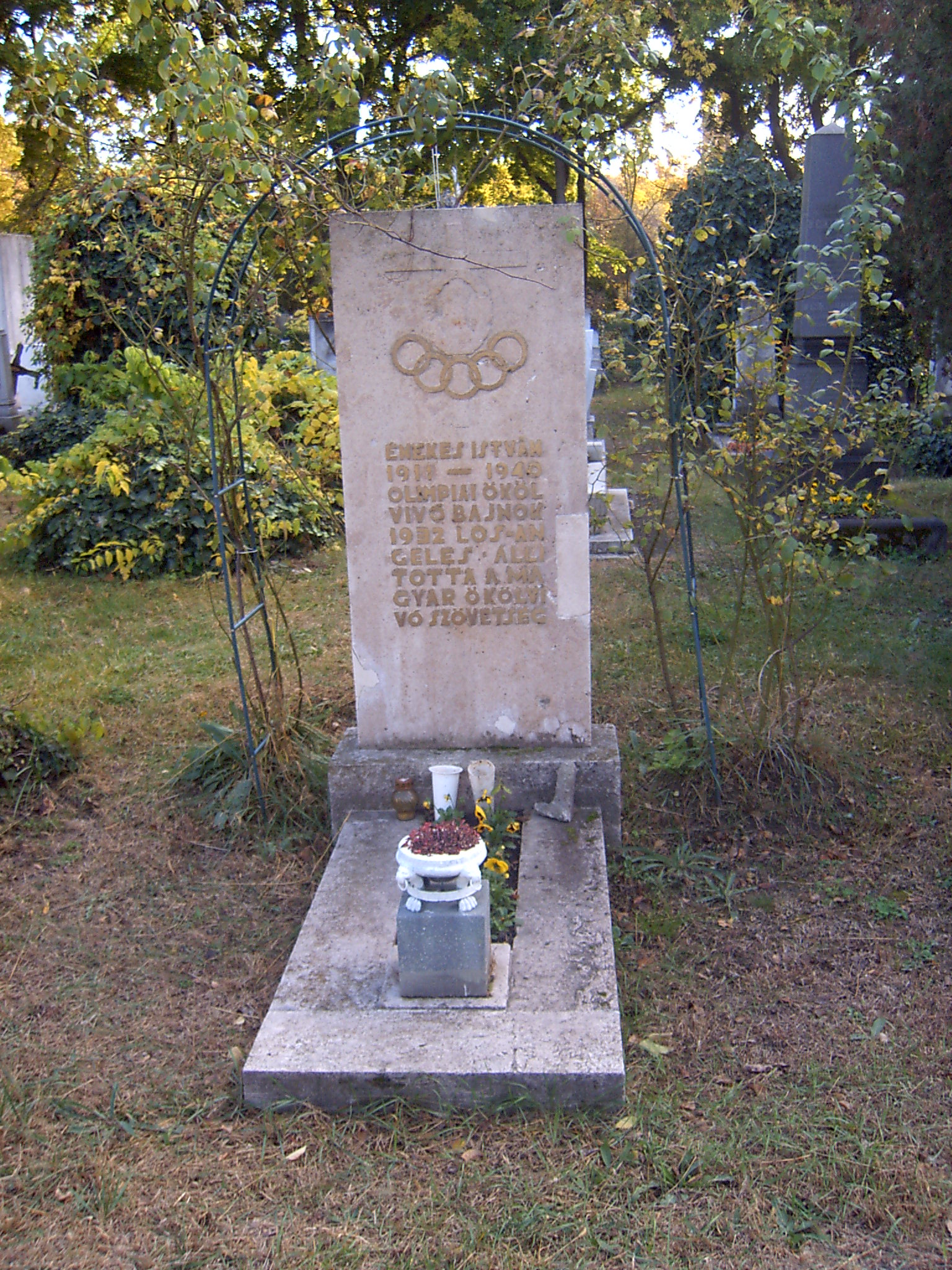
István Énekes garvvård

István Énekes, född 20 februari 1911 i Budapest, död 2 januari 1940 i Budapest, var en ungersk boxare.
Énekes blev olympisk mästare i flugvikt i boxning vid sommarspelen 1932 i Los Angeles.